# Sohar (Moschaw)

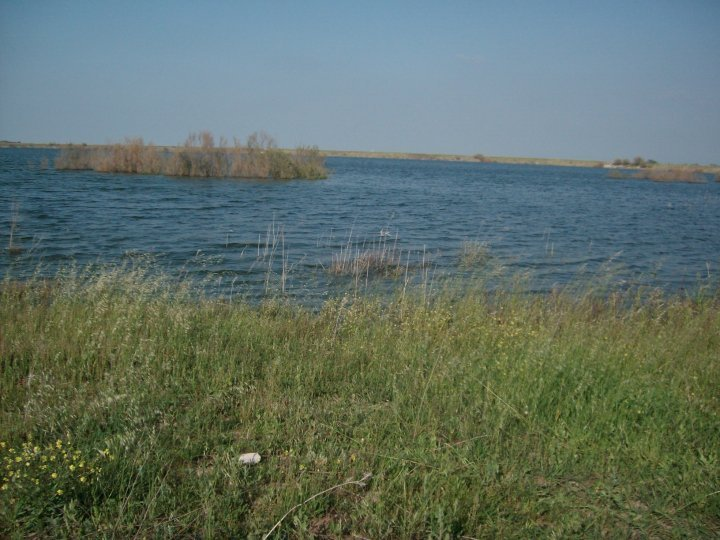
Sohar-See

Sohar (hebräisch זֹהַר Sōhar, deutsch ‚Glanz‘, Plene: זוהר englisch Zohar) ist ein Moschav in Israel.
Die 1956 gegründete Siedlung mit 359 Einwohnern (Stand 2018) liegt im nördlichen Negev, in der Nähe der Städte Sderot, Kirjat Gat und Aschkelon. Der im Südwesten der Regionsverwaltung Lachisch gelegene Ort gehört zum Südbezirk. Der Name geht zurück auf Ezechiel 1,28  und Ezechiel 8,2  sowie Daniel 2,31  und Daniel 12,3 . Der gleichnamige See Agam Sohar / אֲגַם זוֹהַר / ‚See des Glanzes‘ (englisch Agam Zohar) hat eine Fläche von 1.200.000 m² und kann etwa 7 Millionen Kubikmeter Wasser aufnehmen.